# Пучинскайте, Эдита
Эдита Пучинскайте (лит. Edita Pučinskaitė, род. 27 ноября 1975, Науйойи-Акмяне) — литовская шоссейная велогонщица. На протяжении многих лет она была одной из ведущих спортсменок в женских шоссейных гонках. Бронзовый призёр чемпионата мира по шоссейному велоспорту 1995 года в групповой гонке, Чемпионка мира по велоспорту на шоссе в групповой гонке 1999 года, вице-чемпионка чемпионата мира по шоссейным гонкам в групповой гонке в 2001 году, победительница престижной гонки Гранд Букль феминин 1998 года, победительница Джиро д’Италия Донне в 2006 и 2007 года, других крупных туров и чемпионатов.

## Карьера
Эдита Пучинскайте с 13 лет училась в Паневежисской спортивной школе-интернате. Вначале Пучинскайте хотела заниматься гимнастикой, но в этом виде спорта была слишком сильна конкуренция, поэтому она быстро бросила гимнастику. Затем она увлеклась лёгкой атлетикой и захотела заниматься бегом. Однако общая физическая подготовка показала, что Пучинскайте не подходит для этого вида спорта. Тренер по велоспорту Зигмас Шнюревичюс предложил ей попробовать себя в велоспорте. Позже она тренировалась у Валерия Коновалова.
Эдита Пучинскайте начала выступать в профессиональной категории с 1993 года, а на чемпионате мира 1995 года она завоевала бронзовую медаль.
В 1994 году она приняла участие в престижной гонке Гранд Букль феминин.
За свою карьеру она выиграла многие крупные гонки мирового календаря, в том числе Тур Тюрингии (1998). На Гранд Букль феминин 1998 года, который она выиграла, обогнав действующую чемпионку, Фабиану Луперини, она носила жёлтую майку лидера от первого до последнего этапа — первая и единственная в истории гонки. Это была её пятая попытка участия в гонке, но она не смогла финишировать из-за технических проблем. Эдита Пучинскайте прервала серию из трёх побед Фабианы Луперини.
В 1999 году она одержала победу в групповой гонке чемпионата мира по шоссейному велоспорту и Джиро ди Тоскана — Мемориал Микелы Фанини. На чемпионате мира 1999 года она завоевала золотую медаль, а на чемпионате мира 2001 года — серебряную медаль в групповой гонке. Фактически, она поменялась местами с Дианой Жилюте, которая выиграла Гранд Букль феминин, а Эдита Пучинскайте стала чемпионкой мира.
Эдита Пучинскайте принимала участие в трёх Олимпийских играх — 2000, 2004 и 2008 года, но не завоевала ни одной олимпийской медали.
В 2002 году она победила на Эмакумин Бира (2002), а в 2004 году — на Гран-при Плуэ — Бретань. На счету Эдиты Пучинскайте также победы на Туре Берна (2005 и 2007) и Джиро д’Италия в 2006 и 2007 годах. За свою карьеру Эдита Пучинскайте трижды поднималась на финальный подиум Гранд Букль феминин и шесть раз попадала в тройку призёров Джиро д’Италия.
В 2004 году на Гран-при Плуэ — Бретань за два круга до финиша образовался решающий отрыв. В его состав вошли: Оливия Голлан, Ойнон Вуд, Эдита Пучинскайте, Мирьям Мелхерс, Элизабет Шеван-Брюнель, Фабиана Луперини, Барбара Хиб и Эдвиж Питель. На последнем круге Эдита Пучинскайте ускорилась благодаря Мирьям Мелхерс. На последнем подъёме литовка опередила голландку и одержала единоличную победу.
В 2009 году на Джиро д'Италия она выиграла первый этап, опередив всех фаворитов на последнем подъёме. Затем она завоевала розовую майку и фиолетовую майку. Однако на следующий день она потеряла их в индивидуальной гонке. Благодаря своему постоянству она заняла десятое место в гонке.
В конце сезона 2010 года объявила об уходе из велогонок, проведя 18 сезонов и одержав в общей сложности 98 побед за карьеру.
После ухода из спорта она зарегистрировалась как журналист и сотрудничала с несколькими итальянскими велосипедными изданиями. Она также продолжала активно заниматься благотворительной деятельностью, связанной с велоспортом. В её честь названа гонка GF Edita Pučinskaitė, организуемая с 2010 года клубом Avis Bike ASD из Пистои, почётным президентом которого она является.

## Личная жизнь
В декабре 2001 года Эдита Пучинскайте вышла замуж за итальянского велогонщика Роберто Рози. Живёт в Италии. Пишет для велосипедного журнала Ciclismo. В своей колонке она делится с читателями своими впечатлениями, опытом участия в гонках и новостями женского велоспорта.

## Достижения

### По годам
1994
Этуаль Вогезов :
Генеральная классификация
1-й этап
4-я на Джиро д’Италия Донне
1995
2-й этап Вуменс Челлендж
4-й этап Гран-при кантона Цюрих
 Чемпионат мира — групповая гонка
3-я на чемпионате Литвы — групповая гонка
1996
Гран-при Педренго
Гран-при Прешов :
Генеральная классификация
2-й этап
2-я на Туре Сицилии
8-я на чемпионате мира — групповая гонка
1997
Либерти Классик
Джиро дель Фриули
3-я на Джиро д’Италия Донне
4-я на чемпионате Европы — индивидуальная гонка
8-я на чемпионате Европы — групповая гонка
1998
 Чемпионат Литвы — индивидуальная гонка
Гранд Букль феминин :
Генеральная классификация
1-й, 3b и 4-й этапы (индивидуальная гонка)
Тур Тюрингии :
Генеральная классификация
4-й этап
Трофей города Скио
2-я на чемпионате Литвы — групповая гонка
4-я на Джиро д’Италия Донне
4-я на Монреаль Ворлд Кап
5-я на Австралиа Ворлд Кап
1999
 Чемпионат мира — групповая гонка
 Чемпионат Литвы — индивидуальная гонка
Джиро ди Тоскана — Мемориал Микелы Фанини :
Генеральная классификация
Пролог, 2-й и 3-й этапы
Гран-при Ченто — Карневале д’Эуропа
Milemetri del Corso
Giro del Valdarno
Tour de Ciuffena
2-я на Флеш Валонь Фамм
 Чемпионат мира — индивидуальная гонка
3-я на Гранд Букль феминин
3-я на Туре шести коммун
2000
Трофей города Скио
Трофе де гримпёр
7-й и 9b этапы Гранд Букль феминин
2-я на Гранд Букль феминин
4-я на Джиро Донне
10-я на Олимпийских играх — индивидуальная гонка
2001
Трофи д’Ор :
Генеральная классификация
4-й и 5-й этапы
2-й этап Тур де л'Од феминин
 Чемпионат мира — групповая гонка
2-я на Вуэльте Майорки
3-я на Джиро Донне
3-я на Гран-при Швейцарии
4-я на Флеш Валонь Фамм
9-я на Примавера Роза
2002
 Чемпионат Литвы — индивидуальная гонка
Эмакумин Бира :
Генеральная классификация
2b этап (индивидуальная гонка)
7-й этап Гранд Букль феминин
8-й этап Тур де л'Од феминин
3-я на Тур де л'Од феминин
3-я на Средиземноморском трофее
4-я на Джиро Донне
6-я на Флеш Валонь Фамм
9-я на Гран-при Кастилии и Леона
2003
 Чемпионат Литвы — групповая гонка
Тур Ардеш :
Генеральная классификация
1-й и 4-й этапы
2-й этап Джиро ди Тоскана — Мемориал Микелы Фанини
2-я на Джиро Донне
2-я на Джиро дель Фриули
3-я на чемпионате Литвы — индивидуальная гонка
3-я на Дуранго-Дуранго Эмакумин Сариа
3-я на Амстел Голд Рейс
3-я на Трофео Риьвера делла Версилья
4-я на чемпионате мира — групповая гонка
4-я на Флеш Валонь Фамм
10-я на чемпионате мира — индивидуальная гонка
10-я на Гран-при Кастилии и Леона
2004
Трофи д’Ор :
Генеральная классификация
4-й этап (индивидуальная гонка)
Гран-при Плуэ — Бретань
2-й этап Джиро Донне
2-й этап Джиро ди Тоскана — Мемориал Микелы Фанини
3-я на чемпионате Литвы — групповая гонка
3-я на Флеш Валонь Фамм
3-я на Джиро ди Тоскана — Мемориал Микелы Фанини
3-я на Дуранго-Дуранго Эмакумин Сариа
3-я на Розиньяно-Мариттимо
5-я на чемпионате мира — индивидуальная гонка
9-я на Олимпийских играх — групповая гонка
10-я на Олимпийских играх — индивидуальная гонка
2005
Тур Ардеш :
Генеральная классификация
1b этап
Тур Берна
Вуэльта Сальвадора :
Генеральная классификация
Пролог, 1-й и 2-й этапы
4-й этап Джиро дель Трентино-Альто-Адидже — Южный Тироль
5-й этап Тура Тюрингии
2-я на Гран-при Плуэ — Бретань
3-я на Джиро Донне
3-я на Трофи д’Ор
9-я на Монреаль Ворлд Кап
10-я на чемпионате мира — индивидуальная гонка
10-я на Флеш Валонь Фамм
2006
 Чемпионат Литвы — индивидуальная гонка
Джиро Донне :
Генеральная классификация
10-й этап (индивидуальная гонка)
Тур Ардеш :
Генеральная классификация
1-й, 2b и 5-й этапы
2-я на чемпионате Литвы — групповая гонка
3-я на Джиро дель Трентино-Альто-Адидже — Южный Тироль
3-я на Джиро ди Сан-Марино
6-я на Флеш Валонь Фамм
7-я на Гран-при Кастилии и Леона
7-я на Ледис Голден Хоур
9-я на Туре Берна
10-я на Гран-при Плуэ — Бретань
2007
 Чемпионат Литвы — индивидуальная гонка
Джиро Донне :
Генеральная классификация
Пролог и 3-й этап (индивидуальная гонка)
Джиро дель Трентино-Альто-Адидже — Южный Тироль :
Генеральная классификация
1-й и 2-й этапы
Тур Берна
Дуранго-Дуранго Эмакумин Сариа
2-я на Джиро ди Сан-Марино
3-я на чемпионате Литвы — групповая гонка
2008
3-я на Опен Воргорда TTT
6-я на Джиро Донне
6-я на Туре Берна
9-я на Олимпийских играх — групповая гонка
2009
1-й этап Джиро Донне
10-я на Джиро Донне
2010
2-й этап Тура Тюрингии
2-я на Туре Тюрингии
2-я на Трофи д’Ор

### Статистика выступления наГранд-турах
| Гонка / Год          | 1993           | 1994           | 1995           | 1996           | 1997           | 1998           | 1999           | 2000           | 2001           | 2002           | 2003           | 2004           | 2005           | 2006           | 2007           | 2008           | 2009           | 2010           |
| -------------------- | -------------- | -------------- | -------------- | -------------- | -------------- | -------------- | -------------- | -------------- | -------------- | -------------- | -------------- | -------------- | -------------- | -------------- | -------------- | -------------- | -------------- | -------------- |
| Женский Тур де Франс | 18             | не проводилась | не проводилась | не проводилась | не проводилась | не проводилась | не проводилась | не проводилась | не проводилась | не проводилась | не проводилась | не проводилась | не проводилась | не проводилась | не проводилась | не проводилась | не проводилась | не проводилась |
| Гранд Букль феминин  | —              | —              | 18             | —              | 14             | 1              | 3              | 2              | —              | 4              | 5              | —              | —              | —              | —              | —              | —              | не проводилась |
| Рут де Франс феминин | не проводилась | не проводилась | не проводилась | не проводилась | не проводилась | не проводилась | не проводилась | не проводилась | не проводилась | не проводилась | не проводилась | не проводилась | не проводилась | —              | —              | —              | 17             | 16             |
| Тур де л'Од феминин  | —              | —              | —              | —              | —              | —              | —              | —              | 5              | 3              | —              | 6              | 22             | 5              | 10             | 18             | —              | —              |
| Джиро Роза           | —              | —              | —              | 18             | 3              | 4              | 4              | 4              | 3              | 4              | 2              | 11             | 3              | 1              | 1              | 6              | 10             | 12             |

### Рейтинги
| Год                 | 1998 | 1999 | 2000 | 2001 | 2002 | 2003 | 2004 | 2005 | 2006 | 2007 | 2008 | 2009 | 2010 |
| ------------------- | ---- | ---- | ---- | ---- | ---- | ---- | ---- | ---- | ---- | ---- | ---- | ---- | ---- |
| Мировой рейтинг UCI | -    | -    | -    | -    | -    | -    | -    | -    | -    | -    | -    | 40-й | 38-й |
| Мировой кубок UCI   | 5-й  | -    | -    | 10-й | -    | -    | 6-й  | -    | -    | 10-й | -    | -    | -    |
|                     |      |      |      |      |      |      |      |      |      |      |      |      |      |
| Источник: UCI       |      |      |      |      |      |      |      |      |      |      |      |      |      |

## Награды
- Офицер ордена Великого князя Литовского Гядиминаса (1995)[9]
- Командор ордена Великого князя Литовского Гядиминаса (1998)[10]
- Великий офицер ордена Великого князя Литовского Гядиминаса (1999)[11]
- Спортсмен года в Литве (1999)